# 拉杰·拉贾拉特南
拉杰·拉贾拉特南（泰米尔语：ராஜ் ராஜரத்தினம，1957年6月15日—）是位于纽约的对冲基金帆船集团的创始人，2009年10月16日他被美国联邦调查局以内幕交易逮捕。2011年10月13日，被纽约南区联邦地区法院判11年监禁。

## 慈善机构和政治组织的捐款
拉杰·拉贾拉特南过去5年已在慈善捐款在超过2000万美元。2009年9月，拉杰·拉贾拉特南承诺捐款100万美元，以帮助同猛虎组织战斗人员的康复。